# Matt Simon
Matthew „Matt“ Simon (* 22. Januar 1986 in Sydney) ist ein australischer Fußballspieler. Der Stürmer steht beim A-League-Klub Sydney FC unter Vertrag.

## Vereinskarriere
Simon begann seine Aktivenkarriere beim Amateurklub East Gosford und spielte anschließend für Central Coast Lightning in der NSW Winter Super League. Während des Pre-Season Cups 2006 stand Simon erstmals im Aufgebot der Central Coast Mariners, musste aber zum Saisonstart seinen Platz wieder räumen. Gegen Ende der Saison 2006/07 kam er als Ersatz für einen verletzten Spieler wieder in den Kader und spielte an den letzten drei Spieltagen für die Mariners.
In der folgenden Spielzeit gehörte er fest zum Kader und kam auf insgesamt 20 Ligaeinsätze, davon 16 per Einwechslung. Auch im Meisterschaftsfinale gegen die Newcastle United Jets wurde er eingewechselt, konnte die 0:1-Niederlage aber nicht verhindern. Sein Durchbruch gelang ihm in der Saison 2008/09, als er 11 Saisontore erzielte und damit nur einen Treffer hinter Torschützenkönig Shane Smeltz lag.
Von Januar bis April 2013 spielte er in der K-League bei Chunnam Dragons, kehrte aber im Mai des gleichen Jahres zu den Mariners zurück. Nach zwei Jahren wechselte er im Sommer 2015 zu Sydney FC. Mit dem Klub wurde er in der A-League 2016/17 australischer Meister.

## Nationalmannschaft
Simon absolvierte 2008 mehrere Spiele für die australische Olympiaauswahl und wurde als Reservespieler für das olympische Fußballturnier in China nominiert. Nach einer Verletzung von Archie Thompson wurde er für das letzte Gruppenspiel gegen die Elfenbeinküste nachnominiert und kam bei der 0:1-Niederlage 17 Minuten zum Einsatz.
Anfang 2009 gab er gegen Indonesien in der Qualifikation zur Asienmeisterschaft 2011 sein Debüt in der A-Nationalmannschaft.